# 訃報 1994年1月
訃報 1994年1月（ふほう 1994ねん1がつ）では、1994年（平成6年）1月中に物故した、又は物故が報じられた人物についてまとめる。

## （1日 - 15日）

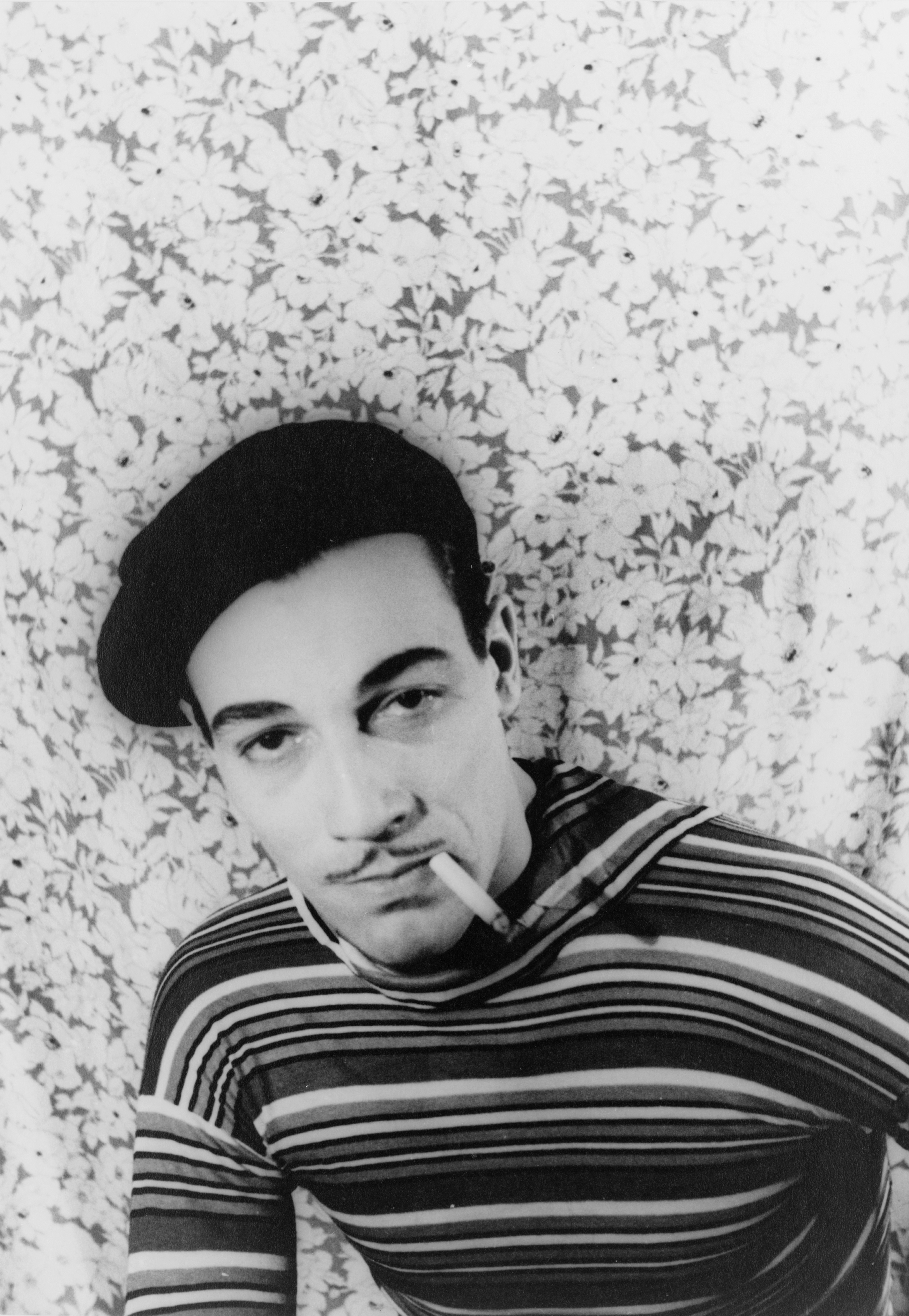
シーザー・ロメロ / 1月1日没

- 1月1日 - シーザー・ロメロ、俳優 (* 1907年)
- 1月6日 - ヒュー・フレイザー、アニメーター（* 1904年)
- 1月8日 - ロイ・キヨオカ、写真家・詩人・芸術家（* 1926年）
- 1月9日　- 松谷翠、ピアニスト、ミュージシャン（* 1943年）
- 1月14日 - バーナード・デイビス、微生物学者（* 1916年）

## （16日 - 31日）

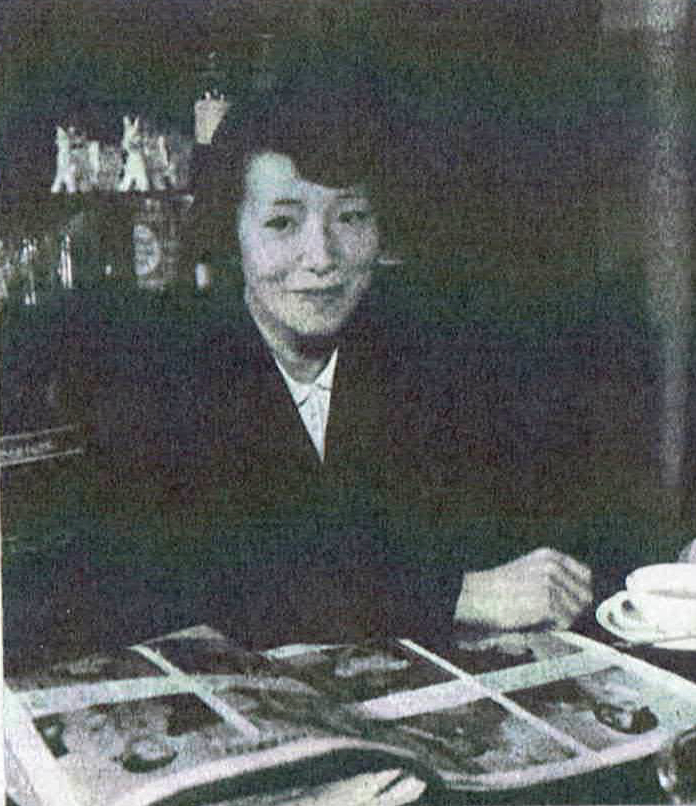
三宅艶子 / 1月17日没

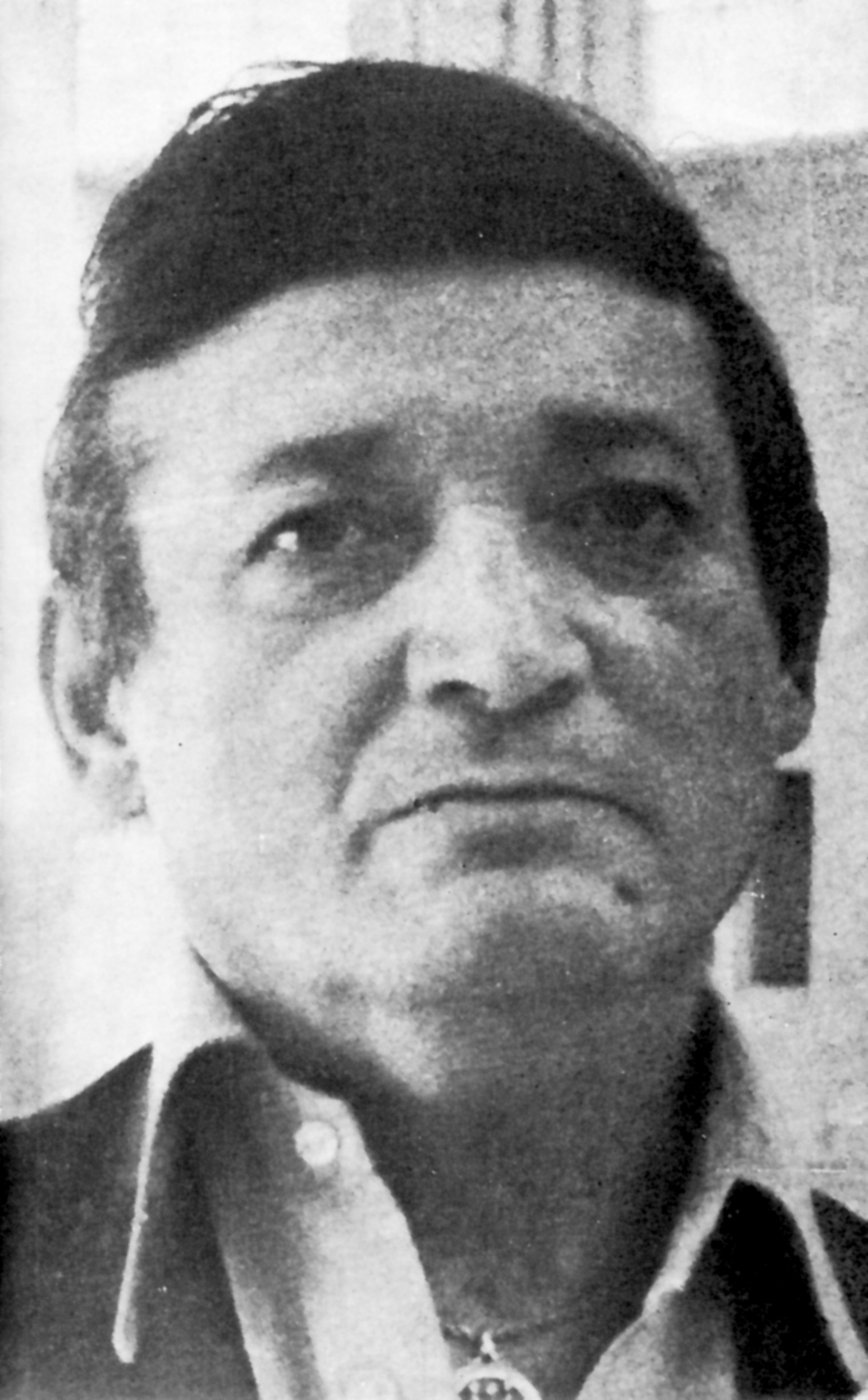
ジョルジュ・シフラ / 1月17日没

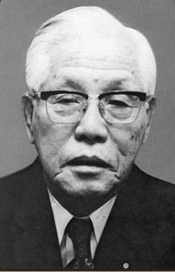
灘尾弘吉 / 1月22日没

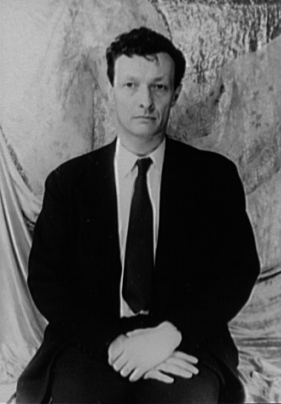
ジャン＝ルイ・バロー / 1月22日没

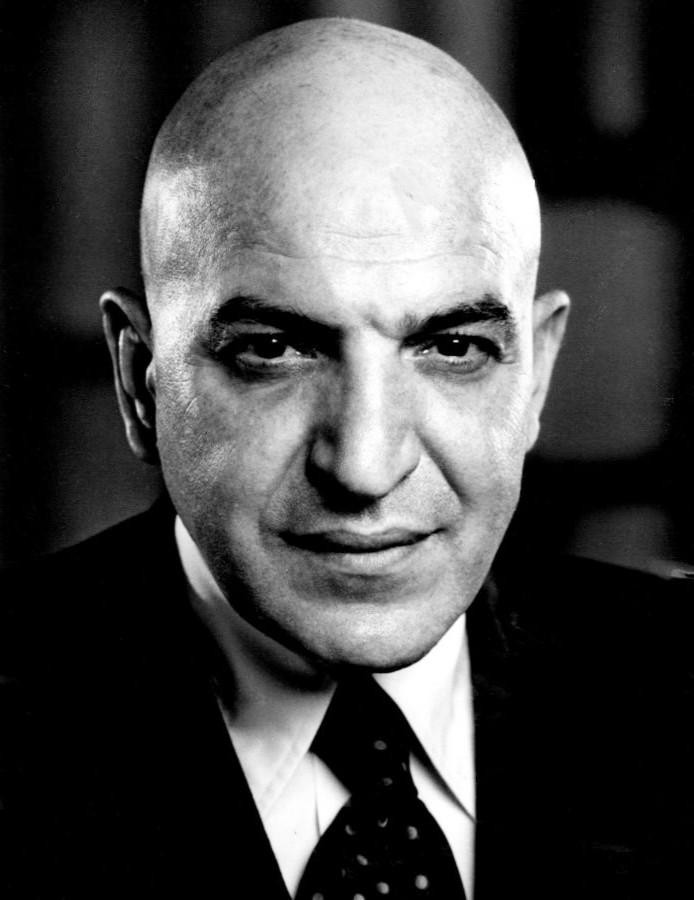
テリー・サバラス / 1月22日没

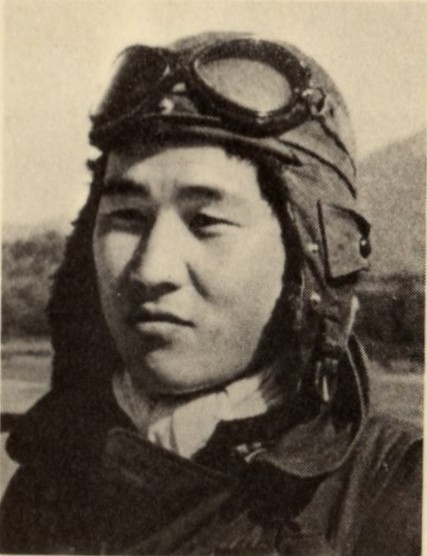
豊田穣 / 1月30日没

- 1月17日 - 三宅艶子、作家、評論家 (* 1912年)
- 1月17日 - ジョルジュ・シフラ、ピアニスト（* 1921年）
- 1月18日 - 平瀬實武、日本の政治家、鹿児島県鹿児島市長、鹿児島県串木野市長、串木野町長（* 1901年）[1]
- 1月20日 - 牧野宏、プロ野球選手（* 1937年）
- 1月22日 - 灘尾弘吉、政治家、第60・61代衆議院議長（* 1899年）
- 1月22日 - ジャン＝ルイ・バロー、俳優、演出家 (* 1910年)
- 1月22日 - テリー・サバラス、俳優 (* 1922年)
- 1月24日 - 丸山邦男、評論家（* 1920年）
- 1月26日 - 杉浦竜太郎、元プロ野球選手（* 1923年）
- 1月27日 - 中川静子、小説家、幸福の科学創始者大川隆法の伯母 (* 1919年)
- 1月30日 - 豊田穣、小説家（* 1920年）